# Thomas Gerlach (Autor)
Thomas Gerlach (* 26. März 1952 in Dresden) ist ein deutscher Schriftsteller und Laudator sowie Vermessungsingenieur und ehrenamtlicher Denkmalpfleger.

## Leben und Wirken
Gerlach wurde zwei Jahre nach ihrer Eingemeindung nach Dresden in der Gartenstadt Hellerau geboren, als Sohn des Schriftstellers Hubert Gerlach. Und auch seine Tante Tine Schulze-Gerlach wirkte als Mitglied der schreibenden Zunft. Gerlach fing bereits als junger Mann mit dem Schreiben an.
Als gelernter Vermesser arbeitete der in der Niederlößnitz im sächsischen Radebeul wohnende Gerlach nach der Wende in der DDR für das Landesamt für Archäologie in Dresden. Selbst auch in einem denkmalgeschützten Winzerhaus wohnend, gründete er 1993 mit Gleichgesinnten den ehrenamtlich agierenden verein für denkmalpflege und neues bauen radebeul, der „sich zum Ziel gesetzt [hat], die Erhaltung dieses besonderen Charakters [der] Stadt [Radebeul] als Villen- und Gartenstadt zu fördern, dem steigenden Bebauungsdruck kritisch zu begegnen und strukturschädigende Entwicklungen vermeiden zu helfen.“ Als langjähriger Vereinsvorsitzender mischte er sich immer wieder aktiv in die Radebeuler Denkmalpflege, aber auch gemäß der Satzung des Vereins in das aktuelle Neubaugeschehen ein. Anlässlich der öffentlichen Verleihungen des auch auf seine Initiative hin geschaffenen Radebeuler Bauherrenpreises äußerte er immer wieder lobende wie auch kritische Gedanken. Darüber hinaus war er Mitherausgeber der Beiträge zur Stadtkultur der Stadt Radebeul, mit einigen der Jahresschriften speziell befasst.
Neben seinen Aktivitäten zur denkmalpflegerischen Bewahrung des Hohenhauses hat er sich auch der Bewahrung der Radebeuler Tradition des Gedenkens an Gerhart Hauptmann verschrieben, der seine zukünftige Ehefrau Marie Thienemann auf Hohenhaus kennenlernte. Gemeinsam mit dem heutigen Eigentümer von Hohenhaus werden dort literarische Abende durchgeführt. Monatlich außer im Winter erfolgen auch Führungen durch den heute verwaldeten Garten Vater Thienemanns, wobei die für die zu früh verstorbene Mutter angelegten Aussichtsplätze gezeigt werden, an denen auch der junge Gerhart und sein älterer Bruder Carl Hauptmann gewirkt haben.
So wie Gerlach „einen gewichtigen Anteil an dem jüngeren Erscheinungsbild der Lößnitzstadt […] Radebeul“ hat, so nachdrücklich verewigt er sie: teils eher sachlich, meist jedoch wortspielerisch.
Mit dem Architekten und Zeichner Thilo Hänsel entstanden die Schriften Auf den Spuren der Gebrüder Ziller in Radebeul, eine Übersicht über zahlreiche Villen und Landhäuser der wohl einflussreichsten Lößnitz-Baumeister, sowie Die Lößnitzbachmühlen, ein Buch über die sieben Wassermühlen, die ehemals oder sogar noch heute am heimischen Lößnitzbach stehen.
Ebenfalls gemeinsam mit Hänsel entstanden einige Werke, bei denen Gerlachs dichterische Texte durch Skizzen und Zeichnungen Hänsels unterlegt werden, wie beispielsweise die Elbigramme oder Höhenwind.
Wie Hänsel „begleitet [er] die reich bestückte Radebeuler Malergilde nicht nur als Laudator bei Vernissagen; er umrahmt mit seiner Poesie auch bebilderte Bücher dieser Maler. So wie er die exzellenten Holzschnitte Michael Hofmanns mit feinsinnigen Worten beschrieb“, so fand er für viele Künstlerkollegen „einfühlsame […] wie auch hintersinnige […] Worte“, die gesammelt 2012 veröffentlicht wurden. „Seine Lyrik und Prosa lebt von eigenwilligen Sichtweisen und dem Spiel mit ‚Wortwörtlichkeiten‘“, bis hin zum Aphorismus.
Im Jahr 2009, zehn Jahre nach der Auszeichnung seiner Tante Tine Schulze-Gerlach, überreichte ihm seine Heimatstadt den Kunstpreis der Großen Kreisstadt Radebeul als Autor sowie Kunst- und Kulturförderer, nachdem er bereits beim Neujahrsempfang des Radebeuler Oberbürgermeisters Bert Wendsche 2006 für sein „besonderes Engagement für das Hohenhaus“ als Ehrenamtlicher aus dem Bereich Kultur und Bildung ausgezeichnet worden ist.

## Werk (Auswahl)

### Werke
- Zugefallen. 2. Auflage. Notschriften-Verlag, Radebeul 2001. ISBN 3-933753-14-7.
- Zusammen mit Jens Kuhbandner (Fotos): Radebeul. (Bildband) Notschriften-Verlag, Radebeul 2001. ISBN 978-3-933753-18-2.
- Rede Wendungen. Notschriften-Verlag, Radebeul 2002. ISBN 978-3-933753-29-8.
- Zusammen mit Thilo Hänsel (Illustrationen): Lössnitzgrundbuch. Notschriften-Verlag, Radebeul 2003. ISBN 978-3-933753-45-8.
- Zusammen mit Jens Kuhbandner (Fotos): Altkötzschenbroda. Notschriften-Verlag, Radebeul 2006. ISBN 978-3-933753-92-2.
- Zusammen mit Thilo Hänsel (Illustrationen): Elbigramme. Notschriften-Verlag, Radebeul 2006. ISBN 978-3-933753-87-8.
- Zusammen mit Thilo Hänsel (Illustrationen): Höhenwind. Betrachtungen zu Bergen, Höh'n und anderen Erscheinungen unserer Welt. Notschriften-Verlag, Radebeul 2008. ISBN 978-3-940200-23-5.
- Zusammen mit Dorothee Kuhbandner (Bilder): Die schwarzen Vögel am Radweg bei Serkowitz. ZILPZALP Verlag, 2008.
- Zusammen mit Michael Hofmann (Holzschnitte): Herbstzeitlose. Notschriften-Verlag, Radebeul 2010. ISBN 978-3-940200-54-9.
- Zusammen mit Thilo Hänsel (Illustrationen): Die Lößnitzbachmühlen. Mit Gedichten und Geschichten von Thomas Gerlach. Hrsg.: Verein für denkmalpflege und neues bauen radebeul e. v. 1. Auflage. Notschriften Verlag, Radebeul 2011, ISBN 978-3-940200-58-7.
- Zusammen mit Thilo Hänsel (Illustrationen): Mein Radebeuler Skizzenbuch. Notschriften-Verlag, Radebeul 2011. ISBN 978-3-940200-69-3.
- Zusammen mit Dorothee Kuhbandner (Bilder): Die Pferdebaumholztür. ZILPZALP Verlag, 2011.
- Zusammen mit Anna Gerlach (Hrsg.): Eröffnungen. Reden zu Ausstellungen 1999 bis 2011. Notschriften-Verlag, Radebeul 2012. ISBN 978-3-940200-75-4.
- Tinechens Weg. In: Vorschau & Rückblick; Monatsheft für Radebeul und Umgebung. Radebeuler Monatshefte e. V., November 2011, abgerufen am 1. November 2011 (Literarischer Nachruf auf Tine Schulze-Gerlach).
- Zusammen mit Anne-K. Pinkert: Augen-Blick. Notschriften-Verlag, Radebeul 2014. ISBN 978-3-945481-10-3.

### Schriften
- Georg Wulff, Thomas Gerlach (Red.), Dietrich Lohse (Red.), Hans-Georg Staudte (Red.), Ines Zschaler (Red.); verein für denkmalpflege und neues bauen radebeul (Hrsg.): Winzerhäuser in Radebeul. In: Beiträge zur Stadtkultur der Stadt Radebeul. Radebeul 2003.
- Zusammen mit Frank Andert, Thilo Hänsel; verein für denkmalpflege und neues bauen radebeul (Hrsg.): Richard Steche. Ein Wegbereiter der sächsischen Denkmalpflege. In: Beiträge zur Stadtkultur der Stadt Radebeul. Radebeul 2007.
- Zusammen mit Markus Hänsel; Thilo Hänsel: Auf den Spuren der Gebrüder Ziller in Radebeul. Architekturbetrachtungen. 1. Auflage. Notschriften Verlag, Radebeul 2008, ISBN 978-3-940200-22-8.
- Stefan Koch, Michael Strobel, Thomas Gerlach (Zusammenst.): Radebeul archäologisch. In: verein für denkmalpflege und neues bauen radebeul (Hrsg.): Beiträge zur Stadtkultur der Stadt Radebeul. Radebeul 2009.
- Zusammen mit Gudrun Täubert, Hans-Georg Staudte; verein für denkmalpflege und neues bauen radebeul (Hrsg.): Chronik des Vereins für Denkmalpflege und Neues Bauen Radebeul e. V. In: Beiträge zur Stadtkultur der Stadt Radebeul. Radebeul 2011.